# 宮古島の上水道

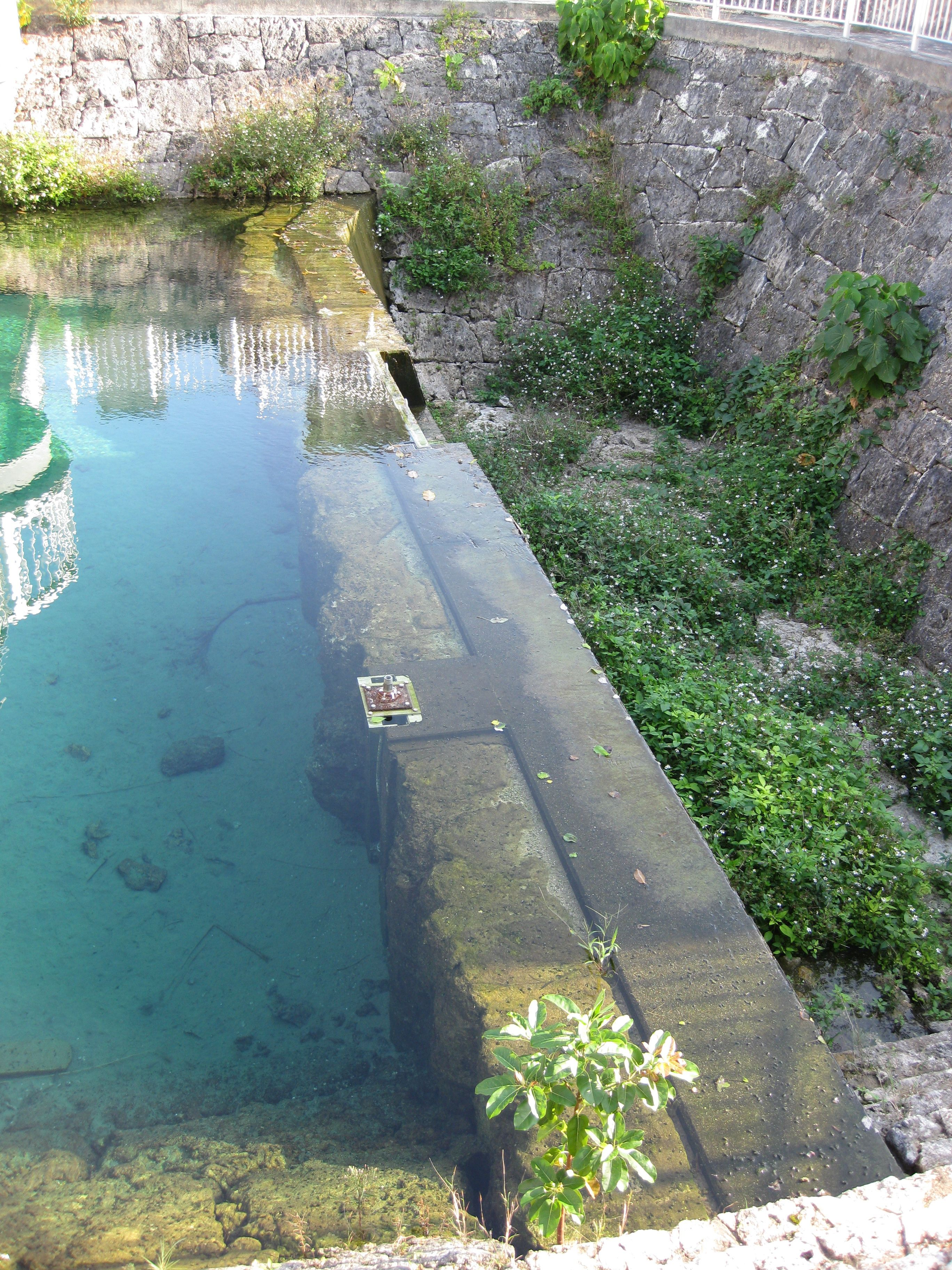
宮古島の地下水（福里ダム）

本項では宮古島における上水道について記述する。宮古島には大きな川がなく上水道の水源は多くを湧水あるいは地下水に依存している。年降水量は2,250ミリメートルに達するものの、そのうち40パーセントは蒸発し、10パーセントは流出し、50パーセントは地下に浸透するため地表に水源が乏しいためである。

## 地下構造
宮古島の地下には最大約120メートルの厚さで水を通しやすい琉球石灰岩の地層が分布している。この石灰岩は空隙を多く含むため雨水が浸透しやすく、地表に水が保持されない。一方、琉球石灰岩の下には水を通しにくい島尻層泥岩の地層が横たわっており、地下水はこの上に蓄えられる形になっている。また、北西から南東の方向に数条の断層が延び、断層に沿って地層が傾いているため三角柱状の地下水盆が形成されている。地下水盆は大きく22の流域に分けられる。
| 記号 | 名称     | 記号 | 名称   | 記号 | 名称     | 記号 | 名称     |
| ---- | -------- | ---- | ------ | ---- | -------- | ---- | -------- |
| N0   | 西平安名 | H0   | 西添道 | G1   | 砂川     | T1   | 増原     |
| N1   | 西原東部 | H1   | 平良   | G2   | 仲原     | T2   | 山川海岸 |
| S1   | 白川田   | H2   | 久松   | G3   | 福里     | T3   | 比嘉東部 |
| S2   | 東添道   | H3   | 川満   | G4   | 皆福     | T4   | 新城北部 |
|      |          | H4   | 与那覇 | G5   | 保良     |      |          |
|      |          | H5   | 嘉手苅 | G6   | 保良東   |      |          |
|      |          | H6   | 上野   | G7   | 東平安名 |      |          |

## 水源
島内には大和井（やまとがー）、白川田（すさかだー）、宮星泉（ぴさがー）、保良川（ほらがー）、久場川（くばかがー）などの湧水がある。地表を流れる川は少ないが、全長3キロメートルの咲田川（さきだがー）などがある。このうち特に白川田湧水は湧出量が多く、上水道の基幹水源として利用されている。当初は白川田水源だけで上水道をまかなっていたが、1971年の干ばつにおいて袖山水源が開発された。また、1993年（平成5年）の旱魃をきっかけとして大野水源、ニャーツ水源、底原水源が追加された。浄水場としては袖山浄水場および加治道浄水場があり、久松、新城、狩俣、保良に配水池がある。白川田水源の近くには1989年（平成元年）に完成した容量40,000立方メートルの地下貯水池が2基設置されている。
石灰岩を主体とする地質のため地下水は炭酸カルシウムを多く含む硬水であり、湯沸かし器に悪影響を及ぼすなどの問題があった。このため1999年（平成11年）4月から袖山浄水場で流動床式晶石軟化法（ペレットリアクター法）を導入し硬度の調整を行うようになった。地表から浸透する排水によって水質が悪化することを防ぐため地下水の水質監視が行われており、重要な地下水源のある地域において畜産やリゾート事業などの開発が規制されている。また、リン酸塩成分を含まない肥料や洗剤の開発も進められている。
| 名称     | 種類   | 開発年度 | 取水容量（m3/日） | 浄水場 | 地下水盆 |
| -------- | ------ | -------- | ----------------- | ------ | -------- |
| 白川田   | 湧水   | 1953年   | 11,250            | 袖山   | 白川田   |
| 山川     | 湧水   | 1968年   | 8,000             | 袖山   | 白川田   |
| 袖山     | 地下水 | 1972年   | 2,500             | 袖山   | 東添道   |
| 前福     | 地下水 | 1977年   | 2,000             | 袖山   | 東添道   |
| 西底原   | 地下水 | 1981年   | 2,500             | 袖山   | 東添道   |
| 高野     | 地下水 | 1984年   | 2,000             | 袖山   | 白川田   |
| 大野     | 地下水 | 1993年   | 3,000             | 袖山   | 白川田   |
| ニャーツ | 地下水 | 1994年   | 3,000             | 袖山   | 平良     |
| 底原     | 地下水 | 1994年   | 2,000             | 袖山   | 東添道   |
| 加治道   | 地下水 | 1965年   | 3,200             | 加治道 | 福里     |
| 加治道西 | 地下水 | 1995年   | 1,000             | 加治道 | 福里     |
| 宮星     | 地下水 | 予定     | 1,650             |        |          |
| 西添道   | 地下水 | 予備     | 2,000             |        |          |
| 新城     | 地下水 | 予備     | 1,500             |        |          |

## 歴史
地上に水源が乏しい宮古島では、古くは洞窟の底にある湧水が利用されていた。湧水は「下って水を汲む」という意味でうりがーと呼ばれており、地表から数メートル、深いもので20メートルまで降りる必要があった。13世紀頃からは井戸も掘削されるようになり、18世紀初期に書かれた『雍正日記』には59か所の井戸が記録されている。女性は毎朝水くみに洞窟を下るのが日課であった。明治中期以降は多くの女性が働きに出るようになったため、子供が水くみを行うことも多くなった。人口増加により平良では良質の水が不足するようになり、周辺から水を調達する商売も行われるようになった。
樹木や屋根から雨水を集め、甕などに蓄えることも行われており、大正から1935年（昭和10年）頃にかけてはレンガやコンクリート製の貯水槽も利用されていた。1924年（大正13年）、平良町内で人力揚水機を用いた水の供給が行われるようになり、これが宮古島で最初の上水道とされる。揚水機は直径5メートルの円筒内を人が歩き、その動力によって多数の水桶を連続的に引き上げる構造であり、地下23メートルの水源から水をくみ上げることができた。1939年（昭和14年）には平良町内に近代的な上水道を建設する構想が起こったが、第二次世界大戦のため立ち消えとなった。1943年（昭和18年）、大日本帝国海軍が平良町内にある白明井（すさかがー）の湧水から引いた上水道を敷設し、太平洋戦争終了後はアメリカ軍がこれを改良し利用していた。
1951年3月、白川田水源から袖山浄水場を経て平良市街地に供給する本格的な上水道を建設することが決まり、1952年3月27日に着工した。多くの住民が工事に参加し、1953年5月4日から給水が始まった。一方、平良市街地から離れた城辺町でも1954年から簡易水道の建設が始められ、1977年までに島内のほぼ全域で上水道が利用できるようになった。簡易水道の普及に伴い島内の上水道を統合的に運用する必要性が高まり、1964年5月に米軍政府が宮古島用水管理局を設立したものの住民の反対にあって廃止され、これに代わるものとして翌1965年7月1日に宮古島上水道組合が設立された。
水需要の増加に伴い湧水だけでは供給が不足する恐れが指摘され、1962年頃から地下水の調査が始められており、1965年7月15日には宮古島地下水保護管理条例が制定された。この条例はその後、農業用水源として計画された福里ダムの建設に先立ち1987年（昭和62年）5月23日に更新されている。
1973年には大規模な旱魃があり、これをきっかけとして新たな水源を求める気運が高まり、地下ダム事業と与那覇湾淡水化事業の構想が持ち上がった。このうち与那覇湾淡水化については1981年（昭和56年）9月に反対運動が起き、1983年（昭和58年）に中断が決まった。1993年（平成5年）は降水量が平年の3分の2にまで落ち込み、白川田水源の湧水量が大幅に減少したため1月21日から4月1日まで制限給水が行われた。
地下ダム事業は継続され、1998年（平成10年）に福里ダムと砂川ダムが完成している。地下ダムは、幾条にも断層が並行して走る地形を利用して、断層中の泥岩層から隣の断層の泥岩層まで長い止水壁を設置、雨水に発する水を石灰岩の地層に貯めるものである。当時、大規模な農業用水用の地下ダムとしては世界初のものであった。水はポンプで汲み上げ、高所に設けた貯水槽に保管、高低差を利用して農地や精糖工場に配給する。これによって配水を受ける砂糖キビ畑では生産量が倍増し、また、マンゴーの商品栽培も行われるようになった。